# Le Grand Bleu
Le Grand Bleu è un film del 1988 diretto da Luc Besson.
È stato il film di apertura del Festival di Cannes 1988 e un grande successo di pubblico in Francia.

## Trama

Da sinistra: il dualismo tra gli apneisti Jacques Mayol ed Enzo Maiorca ispirò Luc Besson per Le Grand Bleu. Maiorca, riconosciutosi nel caricaturale Molinari, ottenne per questo il bando del film in Italia fino al 2002, quando venne distribuita una versione da lui avallata.

La storia è articolata in sezioni scandite dal cambio di numerose ambientazioni. Prima siamo in Grecia, dove il francese Jacques Mayol e l'italiano Enzo Molinari, giovani apneisti, si affrontano in una gara; presto il padre del giovane Mayol muore durante una battuta di pesca e di lui resta solo il richiamo controvento del figlio, che rimane inascoltato. L'azione si sposta in Sicilia, dove Enzo, dopo aver salvato un disperso in mare, dichiara di voler sfidare Jacques ai prossimi campionati mondiali di apnea di Taormina. Questi si trova però in Perù, presso il Lago del diavolo, alle prese con delle esercitazioni di resistenza sotto i ghiacci; qui incontra Johanna Baker, americana di New York, inviata sul posto dalla sua assicurazione. Johanna rimane subito affascinata da Jacques che, prima di partire, le regala un piccolo delfino.
Tornata a New York, Johanna non riesce a distogliere i suoi pensieri da Jacques. Viene quindi a sapere che si trova a Taormina e, con una scusa, riesce a raggiungerlo. Nel frattempo Jacques ha accettato l'invito di Enzo in Italia per i mondiali di apnea: in tre giorni il record mondiale viene battuto per tre volte: prima da un apneista di Tahiti, poi da Enzo e infine da Jacques. Durante queste giornate, Jacques e Johanna iniziano una relazione che porta la ragazza a seguire il francese in Costa Azzurra. A suo modo, piano piano, Jacques lascia poi che la donna entri nel suo mondo, un pianeta popolato di delfini e silenzio, di movimenti lenti e vischiosi, di pazienza e devozione, di rispetto per le acque.
Una volta archiviata la pratica, i due si ritrovano in Grecia per una nuova gara: questa volta la sfida è più rischiosa, i giudici intuiscono il pericolo e consigliano ai partecipanti, ridottisi ai soli Mayol e Molinari, di rinunciare a immergersi, ma Enzo sceglie di farlo comunque. La prestazione è vincente, eppure c'è qualche problema tecnico, a fronte del quale Jacques si tuffa per salvare l'amico. Ci riesce ma Enzo, figlio del mare strappato a forza dalle acque, gli chiede di lasciarlo colare a picco, e muore soffocato dal proprio elemento, quasi una placenta neonatale. Quella notte Mayol sogna di annegare, la sua stanza è piena di delfini e tra questi incrocia Enzo, quindi si sveglia e s'immerge realmente in mare per ritrovare il proprio compagno. Johanna lo segue, preoccupata e gli rivela di essere incinta: lui le porge la mano e poi scompare nel blu profondo, lasciando sospeso il finale del racconto.

## Distribuzione
(Tagline della versione statunitense del film)
In Francia, dieci anni dopo l'uscita originale, è stata distribuita una nuova versione estesa.
In Italia il film, benché fosse stato regolarmente doppiato ai tempi della distribuzione originaria (l'unico doppiatore conosciuto di tale versione è Paolo Buglioni come voce di Enzo Molinari), è poi uscito solo nel 2002, con un doppiaggio differente, presentato dapprima in settembre all'EuropaCinema di Viareggio e quindi distribuito nelle sale dal 27 dello stesso mese. La circolazione italiana del film era rimasta bloccata per quattordici anni, in seguito a una causa per diffamazione intentata da Enzo Maiorca, riconosciutosi nel caricaturale personaggio dell'apneista italiano Molinari, interpretato da Jean Reno: «un condensato di modi e di vizi che la peggior tradizione straniera attribuisce all'uomo italiano: insolenza, arroganza, complesso di superiorità, gallismo, aria di sufficienza, sciovinismo...». La versione del 2002 fu tagliata di 15 minuti rispetto a quella originale, ottenendo il consenso di Maiorca.

## Riconoscimenti
- Premi César 1989
  - Migliore musica da film (Éric Serra)
  - Miglior sonoro